# Dragon Ball (serie animata)
Dragon Ball (ドラゴンボール?, Doragon Bōru) è la prima serie anime tratta dal manga Dragon Ball del 1984 di  Akira Toriyama, nella quale vengono trasposti gli eventi che vanno dall'incontro fra Son Goku e Bulma alla sconfitta di Piccolo durante il 23º Torneo Tenkaichi, presenti nei primi 17 volumi del manga. La serie, prodotta da Toei Animation tramite lo Studio Bird, è andata in onda in Giappone sull'emittente Fuji TV dal 26 febbraio 1986 al 19 aprile 1989 per un totale di 153 episodi; a questi hanno poi fatto seguito quattro film cinematografici, di cui tre realizzati tra il 1986 e il 1988 e l'ultimo nel 1996 creato per celebrare il 10º anniversario dell'anime. Poiché molti episodi contengono parti originali non tratte dal manga, non sempre l'adattamento risulta fedele a quest'ultimo, provocando talvolta errori di continuità. La storia prosegue nelle serie Dragon Ball Z (1989, tratta dai restanti volumi del manga) e Dragon Ball GT  (1996, serie anime originale); successivamente, è stato prodotto il midquel Dragon Ball Super (2015, midquel di Dragon Ball Z), i cui eventi si pongono cronologicamente intorno agli ultimi episodi di Z.

## Trama
Son Goku, un ragazzino di dodici anni con una strana coda di scimmia, incontra Bulma, una ragazza di sedici anni intenzionata a ritrovare le leggendarie sette sfere del drago, che permettono di evocare il drago Shenron, in grado di esaudire un desiderio. Notata la forza del ragazzo, la giovane convince Goku a partire con lei. Il loro viaggio li porta a incontrare Olong, un maialino con la capacità di trasformarsi in ciò che vuole per qualche minuto; Yamcha, predone del deserto che finirà per diventare un alleato; Chichi, la quale Goku inavvertitamente promette di sposare; e Pilaf, un uomo malvagio e ambizioso, alla ricerca delle sfere per fare avverare il suo desiderio di regnare sul mondo. In seguito Goku si allena presso il Maestro Muten, un attempato signore esperto di arti marziali, per partecipare al Torneo Tenkaichi, che richiama i migliori combattenti da tutto il mondo. Un ragazzo di nome Crilin diventa il suo compagno di allenamenti e rivale, ma in poco tempo i due divengono migliori amici.
Terminato il torneo, Goku si reca alla ricerca della sfera dalle quattro stelle, l'unico ricordo di suo nonno, e si scontra con il Red Ribbon, il cui leader vuole raccogliere le sfere del drago per se stesso. Il ragazzino sconfigge praticamente da solo l'intera organizzazione militare, incluso il sicario Taobaibai, contro cui aveva in origine perso, ma che annienta facilmente dopo un duro allenamento con l'eremita Karin; si riunisce quindi con i suoi amici per sconfiggere i guerrieri di Baba la chiaroveggente e chiederle di localizzare l'ultima sfera del drago per riportare in vita l'amico Bora ucciso da Taobaibai.
Goku e compagni passano i successivi tre anni ad allenarsi e si riuniscono al Torneo Tenkaichi. Qui i protagonisti incontrano l'Eremita della Gru, antico rivale del Maestro Muten nonché fratello di Taobaibai, e i suoi allievi Tenshinhan e Jiaozi. Grazie all'intervento del Maestro Muten, gli allievi dell'Eremita della Gru decidono di volgere le loro forze al bene, abbandonando il sogno di diventare dei sicari. Alla fine del torneo Crilin viene però ucciso da Tamburello, una creatura generata dal Grande Mago Piccolo. Goku si lancia all'inseguimento del mostro, ma viene facilmente sconfitto. Il samurai Yajirobei conduce Goku alla Torre di Karin dove il giovane, bevendo l'acqua del dio maestoso, riesce a ottenere la potenza necessaria a battere il Grande Mago Piccolo. Nel frattempo il demone uccide Muten e Jiaozi e usa le sfere del drago per riottenere la giovinezza, prima di distruggere anche il drago Shenron. Goku affronta nuovamente il Grande Mago Piccolo, sconfiggendolo, ma prima di morire il demone genera un uovo contenente suo figlio e reincarnazione Piccolo.
Su consiglio di Karin, Goku si reca dal Dio della Terra per chiedergli di ricreare Shenron, in modo da resuscitare le vittime del demone. Dio esaudisce la richiesta del giovane e Goku diviene suo allievo per prepararsi in vista dello scontro con Piccolo. Tre anni dopo i protagonisti si ritrovano sull'Isola Papaya per il 23º Torneo Tenkaichi e anche Piccolo si iscrive al torneo con l'intenzione di vendicare il padre. Nella finale Goku e Piccolo si affrontano in una dura lotta, nella quale il ragazzo riesce a malapena a prevalere. Goku mantiene la promessa di sposare Chichi e i due lasciano l'isola del torneo a bordo della nuvola d'oro.

## Personaggi

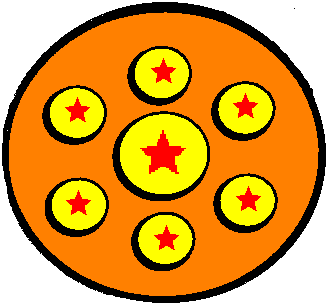
I protagonisti di Dragon Ball nella sigla finale originale.

La storia narra le avventure del giovane Son Goku, uno strano ragazzino con una coda di scimmia che vive da solo sul Monte Paoz. Tramite Bulma, ragazza che capita dalle sue parti mentre è alla ricerca delle leggendarie sfere del drago, Goku inizierà una lunga avventura che lo porterà ad avvicinarsi al mondo delle arti marziali, con l'addestramento da parte del Maestro Muten in preparazione al torneo di arti marziali, e a farsi tanti amici, in primis Yamcha e Olong e successivamente Crilin, Tenshinhan, Jiaozi e Yajirobei. Ma Goku dovrà anche scontrarsi con numerosi antagonisti: a concorrere con lui e i suoi amici nella ricerca delle sfere ci sono Pilaf e la sua banda, quindi in seguito si troverà a dovere fronteggiare le diverse divisioni del Red Ribbon nelle loro basi per recuperare tutte e sette le sfere del drago e fare così resuscitare un amico conosciuto durante la storia, Bora, ucciso dallo spietato killer Taobaibai. Gli ultimi grandi rivali di Goku sono il Grande Mago Piccolo con i suoi scagnozzi e infine, affrontato nel corso di un torneo di arti marziali e sconfitto dopo un durissimo scontro, suo figlio Piccolo.

## Doppiaggio
| Personaggio                   | Voce originale  | Voce italiana              | Voce italiana                                             |
| Personaggio                   | Voce originale  | Doppiatore Play World Film | Doppiatore Merak Film                                     |
| ----------------------------- | --------------- | -------------------------- | --------------------------------------------------------- |
| Son Goku                      | Masako Nozawa   | Massimo Corizza            | Patrizia Scianca (bambino) Paolo Torrisi (adulto)         |
| Yamcha                        | Tōru Furuya     | Massimo Corizza            | Diego Sabre                                               |
| Bulma                         | Hiromi Tsuru    | Beatrice Margiotti         | Emanuela Pacotto                                          |
| Maestro Muten,Pual            | Kohei Miyauchi  | Renato Montanari           | Patrizio Prata (ragazzo) Mario Scarabelli (adulto)        |
| Crilin, Umigame, Olong        | Mayumi Tanaka   | Sergio Luzi                | Veronica Pivetti (ep. 1-99) Marcella Silvestri (ep. 100+) |
| Chichi                        | Mayumi Shō      | Beatrice Margiotti         | Elisabetta Spinelli                                       |
| Lunch                         | Mami Koyama     | Beatrice Margiotti         | Marina Massironi (ep. 1-99) Cinzia Massironi (ep. 100+)   |
| Stregone del Toro             | Daisuke Gōri    | Renato Montanari           | Tony Fuochi                                               |
| Pilaf                         | Shigeru Chiba   | Renato Montanari           | Massimiliano Lotti (ep. 1-99) Sergio Romanò (ep. 100-153) |
| Comandante Red                | Kenji Utsumi    | Renato Montanari           | Enrico Bertorelli                                         |
| Generale Blue                 | Toshio Furukawa | Massimo Corizza            | Gabriele Calindri                                         |
| Segretario Black              | Satou Masaharu  | Sergio Luzi                | Stefano Albertini                                         |
| Colonnello Silver             | Banjō Ginga     | Massimo Corizza            | Gianfranco Gamba                                          |
| Generale White                | Tesshō Genda    | Renato Montanari           | Orlando Mezzabotta                                        |
| Ninja Murasaki                | Takeshi Aono    | Sergio Luzi                | Paolo Marchese                                            |
| Sergente Metallic             | Shin Aomori     | Bruno Cattaneo             | Mario Zucca                                               |
| Cronista del Torneo Tenkaichi | Kenji Utsumi    | Massimo Corizza            | Claudio Moneta                                            |
| Narratore                     | Jōji Yanami     | Renato Montanari           | Mario Scarabelli                                          |

## Distribuzione

### Edizione giapponese
La serie è stata prodotta da Toei Animation tramite il Bird Studio ed è andata in onda in Giappone sull'emittente Fuji TV a partire dal 26 febbraio 1986 fino al 19 aprile 1989 per un totale di 153 episodi.
Vi sono alcune differenze tra anime e manga che riguardano l'aggiunta nella serie animata di storie originali, o meglio "filler" ovvero scene o interi episodi riempitivi di intermezzo con il proposito di allungare i tempi delle puntate nel caso di sequenze aggiunte, e per dare tempo all'autore di continuare il manga, all'epoca in corso d'opera, prima di riprendere la storia principale. L'inserimento di questi filler ha causato degli errori di continuity, in quanto gli episodi aggiuntivi in alcuni casi contraddicono gli avvenimenti della storia del manga; in altri casi ciò ha portato gli autori dell'anime ad alterare alcune scene del manga.

### Edizione italiana

#### Edizione Doro TV
In Italia la serie fu importata da Doro TV Merchandising e venne trasmessa per la prima volta da Junior TV nel 1989, dove però arrivarono soltanto 54 episodi; l'edizione era integrale con un adattamento abbastanza fedele e con le sigle originali, mantenendo inoltre il doppiaggio giapponese quando qualcuno eseguiva una tecnica. Anche i nomi dei personaggi, degli oggetti e delle tecniche erano mantenuti inalterati, se non per alcune eccezioni. Il doppiaggio, eseguito a Roma allo studio Play World Film, soffriva dei costi contenuti, tipici delle edizioni italiane commissionate dalle TV locali negli anni 80 e 90, perciò si nota l'uso di poche voci abbinate a diversi ruoli in ogni episodio, sia tra i personaggi protagonisti che fra quelli minori.

#### Edizione Mediaset
Nel 1994, quando in Giappone era da tempo scoppiata la popolarità di Dragon Ball, in particolare di Dragon Ball Z che si apprestava ormai a terminare, Mediaset (che già aveva mandato in onda la serie nel 1990 su Italia 7), acquistò il primo blocco di 99 puntate e lo ridoppiò apportando diverse censure video e audio, con semplificazioni culturali e cambiamenti nell'adattamento. Vennero per esempio cambiati i nomi di molti personaggi (alcuni ispirati al primo doppiaggio), degli oggetti e delle tecniche, scatenando diverse proteste nella rubrica della posta del manga di Dragon Ball da parte dei fan che avevano visto l'edizione precedente e letto il manga. Il doppiaggio Mediaset è stato eseguito a Milano presso lo studio Merak Film con la direzione di Paolo Torrisi.
Questa nuova edizione andò in onda nella primavera del 1996 con le sigle originali, sempre sul circuito Junior TV (che riceveva parte dei suoi programmi da Publitalia), che alcuni mesi dopo cambierà nome in JTV. La serie veniva trasmessa ciclicamente bloccandosi sempre alla puntata 99 (nel mezzo del combattimento tra Goku e Tenshinhan); in seguito furono doppiati e trasmessi nella primavera del 1998 gli episodi 100-153 (si possono infatti notare alcuni cambi di voce dal 100º episodio). Infine la serie fu replicata su Italia 1 dal 7 giugno 1999 con la nuova sigla italiana cantata da Giorgio Vanni; diverse scene doppiate e trasmesse su JTV (seppur con i dialoghi edulcorati) furono tagliate in questa occasione e mai più trasmesse.

#### Censure
Nella serie sono presenti numerose censure e modifiche, come scene tagliate, fermi immagine, dialoghi moderati o in alcuni casi cambiati del tutto e l'aggiunta di voci fuori campo. Per esempio spesso quando un personaggio è inquadrato da dietro vengono aggiunte delle voci fuori campo o dei pensieri. Molte sono le scene in cui nella versione originale è presente il silenzio, mentre in Italia sono state aggiunte battute aggiuntive: per esempio nelle occasioni in cui i guerrieri si scrutano senza parlare, nella versione italiana spesso sono aggiunti pensieri fuori campo, trattasi sempre di frasi di circostanza che non portano comunque alterazioni nella trama.
Un'altra censura è un'eliminazione di qualsiasi riferimento sull'omosessualità di Generale Blu. Nel doppiaggio storico dell'episodio 52, quando Bulma cerca di sedurre Generale Blue, lui reagisce urlando a Bulma di lasciarlo stare. Crilin lo chiama "un po' stranuccio" e Blue li fa sapere che non era venuto a discutere le proprie preferenze. Nel doppiaggio Mediaset invece, il Generale Blue, con una voce più calma, dice a Bulma di restare dov'è e di non distrarlo. Crilin gli minaccia di dargli subito una lezione e Blue consiglia a Bulma e Crilin di non sfidarlo o si pentirebbero amaramente. In riassunto, nel doppiaggio storico si presuppone in un modo implicito che Blue sia omosessuale, mentre nel doppiaggio Mediaset Blue è lievemente irritato. 
La censura più conosciuta è indubbiamente quella dei primi episodi dove Goku, che non è ancora in grado di capire la differenza tra maschio e femmina, toglie le mutandine a Bulma mentre dorme. Quest'ultima, non essendone al corrente, il giorno dopo, in cambio di una sfera del drago in possesso dell'eremita delle tartarughe, alza la gonna, senza sapere di non portare le mutandine. In fase di doppiaggio furono tagliate le scene in cui Bulma alzava la gonna oltre a quella in cui Bulma scopriva di non avere le mutandine, e furono modificati i dialoghi facendo dire a Muten che le avrebbe dato la sfera se Bulma avesse risposto a una domanda, salvo poi dire che scherzava e non avrebbe preteso nulla in cambio. Negli episodi successivi i tentativi di Muten di molestare sessualmente Bulma o altre donne furono tagliate o modificate in richieste di appuntamenti galanti, bacini e abbracci. Nei primi episodi, inoltre, furono modificati i dialoghi per nascondere il reale motivo per cui Goku faceva pat pat: nell'originale era un modo per scoprire se l'interlocutore era maschio o femmina; nell'adattamento italiano Goku chiede agli interlocutori se vogliono giocare con lui e Bulma lo rimprovera accusandolo di comportamenti irrispettosi.
In occasione del passaggio su Italia 1 nel 1999 si verificò una seconda ondata di censure video, tagliando in tutto o in parte diverse scene che erano state doppiate e trasmesse su JTV seppur con censure audio. Il doppiaggio Merak Film delle scene tagliate da Italia 1 non fu recuperato per l'edizione DVD a cura della Yamat. Si nota che nel doppiaggio edito da Mediaset di questa serie termini come "morire" o "uccidere" sono talvolta pronunciati, a differenza delle serie successive dove vengono rimpiazzati con termini come "andare all'altro mondo" o "eliminare".

### Colonne sonore
Durante la trasmissione su Junior TV, nelle due edizioni italiane della serie, furono usate le sigle di testa e di coda originali, Makafushigi Adventure di Hiroki Takahashi e Romantic Ageru Yo di Ushio Hashimoto. Con il passaggio su Italia 1, è stata invece creata una nuova sigla italiana dal titolo Dragon Ball, cantata da Giorgio Vanni e scritta e composta da Alessandra Valeri Manera, Max Longhi e lo stesso Vanni.

## Crossover
Gli episodi 55, 56 e 57 sono un crossover con Il dr. Slump e Arale in cui compaiono quasi tutti i personaggi della serie, compresa Arale Norimaki. Questo evento è presente anche nell'omonimo manga, oltre che nell'anime remake del 1997 What a mess Slump e Arale (le due opere sono dello stesso autore).

## Episodi speciali
Nel giugno 1988 andarono in onda in Giappone due episodi speciali di carattere educativo, rivolti agli spettatori più giovani:
- Dragon Ball: Gokū no kōtsū anzen (ドラゴンボール 悟空の交通安全?, lett. "Goku e la sicurezza stradale"): l'episodio, della durata di 15 minuti e diretto da Mitsuo Hashimoto, mostra Goku e altri bambini che non rispettano le norme del codice stradale. Con l'aiuto di una vigilessa, i bambini capiscono cosa fare per evitare incidenti stradali.
- Dragon Ball: Gokū no shōbōtai (ドラゴンボール 悟空の消防隊?, lett. "Goku e i pompieri"): l'episodio, della durata di 10 minuti e diretto da Kazuhisa Takenōchi, mostra Goku e i suoi amici nei panni di pompieri che spiegano a due bambini, che giocano con i fiammiferi e i fuochi d'artificio in un parco, il grave pericolo di un incendio che può essere provocato e come prevenirlo.

## Film
Oltre le tre serie televisive, sono stati realizzati alcuni lungometraggi, editi in Italia da Dynamic Italia, che raccontano storie ambientate nell'universo di Dragon Ball. In totale sono stati prodotti quattro film sulla prima serie anime di Dragon Ball.
- Dragon Ball - La leggenda delle sette sfere (1986)
- Dragon Ball - La bella addormentata a Castel Demonio (1987)
- Dragon Ball - Il torneo di Miifan (1988)
- Dragon Ball - Il cammino dell'eroe (1996)